# Mina Klabin Warchavchik
Mina Klabin Warchavchik (São Paulo, 3 d'octubre de 1896 - 14 de febrer de 1969) va ser una cantant i paisatgista brasilera. Va ser pionera en el paisatgisme modern al Brasil.

## Biografia

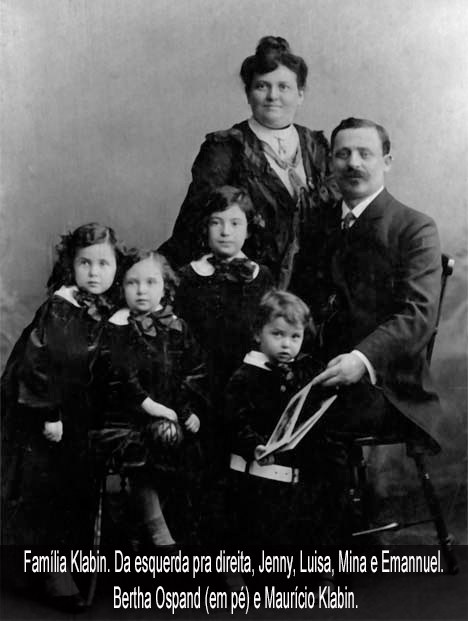
Mina Klabin amb els seus pares i germans.

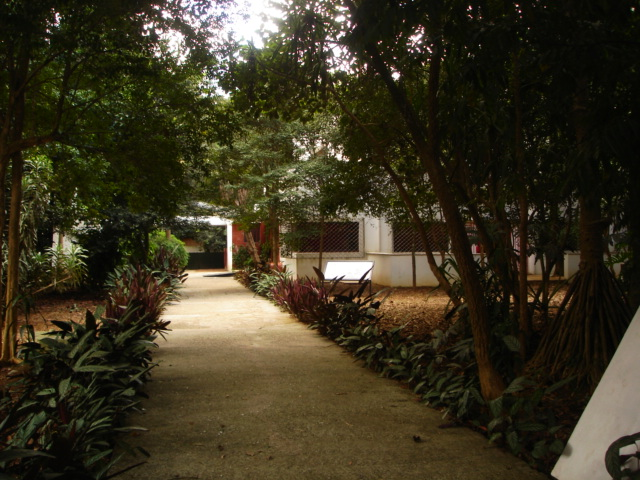
Casa Modernista de Gregori Warchavchik, amb jardí de Mina Klabin Warchavchik, l'any 2009

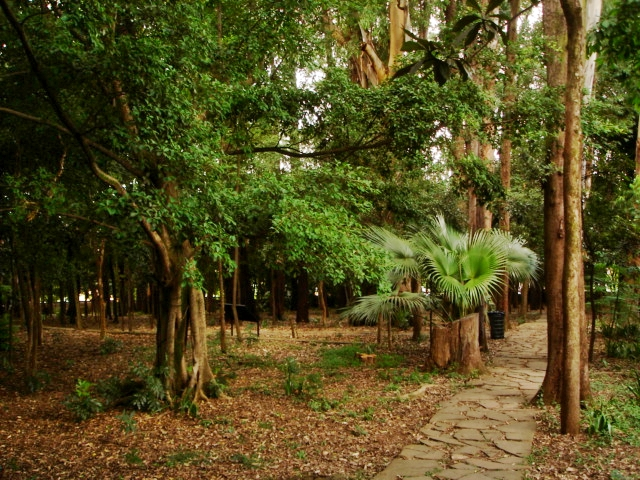
Jardí de la Casa Modernista, projectat per Mina Klabin Warchavchik

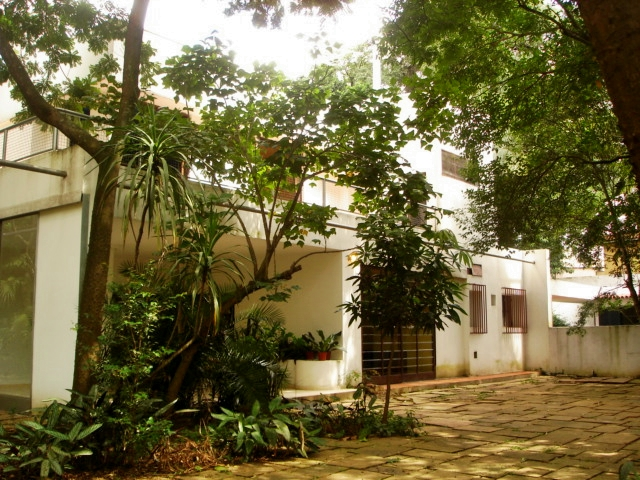
Vista de la Casa Modernista l'any 2009

Descendent de jueus lituans, era neta de Leon Klabin i de Chaia Sarah Papert. Filla més vella de l'empresari Maurício Freeman Klabin i de Bertha Obstand, era germana de Luisa Klabin i de Jenny Klabin Segall i cosina d'Horácio Lafer, Eva Klabin i d'Ema Gordon Klabin. Mina es va casar amb l'arquitecte Gregori Warchavchik amb qui va tenir dos fills: Mauris Klabin Warchavchik i Anna Sonia Klabin Warchavchik.
Mina Klabin va ser sempre implicada en projectes artístics, ja fos en el món de la música o en l'arquitectura. L'any 1930, l'orquestra del Teatre Municipal de São Paulo va passar a desenvolupar les seves activitats a través de la Societat Simfònica de São Paulo, per iniciativa d'un grup de persones, entre les quals hi havia Olívia Guedes Penteado i Mina Klabin Warchavchik.

## Paisatgisme modern
En el paisatgisme, Mina és coneguda per haver estat la pionera en jardins tropicals al Brasil així com pionera també del nou corrent de paisatgisme, denominat paisatgisme modern.
A la fi de la dècada de 1920, Mina, a més de col·laborar projectant el paisatgisme del jardí de la Casa Modernista del carrer Santa Cruz, que es troba en el districte de Vila Mariana, a São Paulo, també va ajudar a finançar la construcció d'aquesta obra. El projecte de Gregori Warchavchik, que és considerat la primera residència modernista del Brasil, va ser presa pel poder públic estatal per la seva importància històrica, artística i arquitectònica.